# Toi + Moi
Toi + Moi – debiutancki album studyjny francuskiego wokalisty, Grégoire. Wydawnictwo ukazało się 22 września 2008 roku nakładem wytwórni muzycznej My Major Company. Płyta dotarła do 1. miejsca francuskiej listy sprzedaży.

## Lista utworów

### CD
1. "Ta Main" – 3:34
2. "Nuages" – 3:08
3. "Toi + Moi" – 3:03
4. "Rien à voir" – 2:41
5. "Ce qu'il reste de toi" – 3:32
6. "Donne moi une chance" – 3:29
7. "Rue des Étoiles" – 3:55
8. "Sauver le monde" – 3:33
9. "L'ami intime" – 3:09
10. "Prière" – 3:52
11. "Merci" – 3:21
12. "À la claire fontaine" – 2:34

Ścieżki bonusowe
1. "Rue des Étoiles" (instrumentalna) – 3:50
2. "Nuages" (instrumentalna) – 3:00

### DVD
1. Grégoire : portrait – 14:30
2. Live TV5 acoustic – 26:00
3. "Toi + Moi" – 3:02
4. "Rue des Étoiles" – 3:55